# Slabinja (samhälle)
Slabinja är ett samhälle i Kroatien.   Det ligger i länet Moslavina, i den östra delen av landet, 90 km sydost om huvudstaden Zagreb. Slabinja ligger 116 meter över havet och antalet invånare är 348.
Terrängen runt Slabinja är platt åt nordost, men åt sydväst är den kuperad. Runt Slabinja är det ganska tätbefolkat, med 67 invånare per kvadratkilometer. Närmaste större samhälle är Hrvatska Kostajnica, 11,5 km väster om Slabinja. Omgivningarna runt Slabinja är en mosaik av jordbruksmark och naturlig växtlighet.